# Ivan Marcenko
Ivan Ivanovici Marcenko (în ucraineană Іван Иванович Марченко) (n. 1911 - ? 1943), poreclit Ivan cel Groaznic, a fost un supraveghetor în Lagărul de exterminare Treblinka. Porecla și-a primit-o datorită brutalității și cruzimii cu care a tratat deținuții, el fiind unul dintre zbirii cei mai temuți din lagăr. Ivan a fost probabil omorât în 1943 când a avut loc în lagăr, o revoltă a deținuților.